# Friedrich Carl (Schiff, 1903)

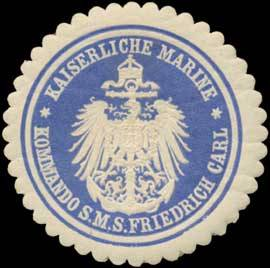
Siegelmarke K. Marine Kommando S.M.S. Friedrich Carl

Die Friedrich Carl war ein als Großer Kreuzer bezeichneter Panzerkreuzer der deutschen Kaiserlichen Marine, das zweite Schiff der Prinz-Adalbert-Klasse. Die Prinz Adalbert war als Ersatzbau für die König Wilhelm geplant, während die Friedrich Carl ein Vermehrungsbau war. Benannt war es nach Friedrich Karl von Preußen, einem Neffen Kaiser Wilhelms I.

## Bau und Technische Aspekte
Die Friedrich Carl wurde 1901 mit der Baunummer 155 bei Blohm & Voss in Hamburg auf Kiel gelegt und lief dort am 21. Juni 1902 vom Stapel. Der Kreuzer wurde 1903 fertiggestellt und am 12. Dezember 1903 in Dienst gestellt. Die Baukosten betrugen 15.665.000 Mark.
Die beiden Schiffe waren der vorher gebauten Prinz Heinrich sehr ähnlich, hatten allerdings drei Schornsteine, und die zwei 24-cm-Geschütze der Prinz Heinrich wurden durch vier 21-cm-Schnellladegeschütze in zwei Doppeltürmen ersetzt, deren Feuergeschwindigkeit erheblich höher war als die der größeren 24-cm-Geschütze. Wie bei vielen Schiffen der damaligen Zeit waren die sechs unteren Kasemattgeschütze der Sekundärartillerie nur bei ruhiger See brauchbar. Die beiden Schiffe hatten gute Fahrqualität, die jedoch bei abnehmender Bunkerladung merklich nachließ.

## Laufbahn
Das Schiff begleitete Kaiser Wilhelm II. auf dessen Spanien- und Mittelmeerreise auf dem Passagierdampfer König Albert von März bis Mai 1904 und wurde danach den Aufklärungsschiffen der Hochseeflotte zugeteilt. Von Juni bis August 1904 unternahm es Ausbildungsfahrten in englische, niederländische und norwegische Häfen, gefolgt von der Teilnahme an den Herbstmanövern der Flotte im August in Nord- und Ostsee. Damit waren die Probe- und Ausbildungsfahrten beendet.
Von März bis Mai 1905 diente die Friedrich Carl unter dem Kommando von Kapitän zur See Hugo von Cotzhausen wiederum als Eskorte für des Kaisers Mittelmeerreise auf der Hamburg. Dabei kollidierte das Schiff im April im Hafen von Gibraltar mit dem britischen Einheitslinienschiff Prince George und beschädigte dessen Heck. Danach war es bis zum 2. April 1906 Flaggschiff des Befehlshaber der Aufklärungsschiffe der Hochseeflotte. Das Schiff nahm im Juli 1905 an der Sommerreise der Flotte nach Schweden und im Februar 1906 an Übungsfahrten in dänischen Gewässern teil. Von September 1906 bis März 1908 war der spätere Admiral Franz Hipper sein Kommandant.
Am 5. März 1908 wurde die Friedrich Carl vorübergehend außer Dienst gestellt, um am 1. März 1909 als Torpedoversuchs- und Schulschiff zum Torpedoversuchskommando in Kiel zu treten. Im Winter 1911/12 diente sie zeitweise als Eisbrecher in der Ostsee. Von 31. Juli bis 21. August 1914 war sie zu Reparaturen in der Werft. Gegen Ende September 1914 wurde sie der Ostseeflotte zugeteilt, wo sie als Teil der Verbände des „Detachierten Admirals der Ostsee“, Konteradmiral Ehler Behring, der seine Flagge auf der Friedrich Carl setzte, an verschiedenen Operationen gegen die Baltische Flotte der russischen Marine teilnahm. Bei ihren Vorstößen in den Finnischen Meerbusen führte sie bis zu vier Wasserflugzeuge mit, die (soweit das Wetter es zuließ) täglich zur Aufklärung starteten.

## Untergang
Am 16./17. November 1914 nahm die Friedrich Carl unter Fregattenkapitän Max Loesch an einem geplanten Angriff auf die russische Marinebasis Libau teil, die von der russischen Marine größtenteils geräumt worden war, von der die deutsche Marineführung jedoch annahm, dass sie als Stützpunkt für britische U-Boote genutzt werden sollte. Dabei lief die Friedrich Carl am Morgen des 17. November etwa 30 Seemeilen vor Memel auf zwei russische Minen und musste gegen 6:30 Uhr aufgegeben werden. Sie kenterte und sank um 7:15 Uhr. Sieben Mann ihrer Besatzung im Hecktorpedoraum kamen ums Leben. Der gesamte Rest der Besatzung wurde von dem Kleinen Kreuzer Augsburg aufgenommen. Auch die vier an Bord befindlichen Flugzeuge gingen verloren. Der Angriff auf Libau wurde abgebrochen.

## Kommandanten
12. Dezember 1903 bis 5. März 1909
- Kapitän zur See Johannes Merten: von der Indienststellung Mitte Dezember 1903 bis September 1904
- Fregattenkapitän/Kapitän zur See Hugo von Cotzhausen: von September 1904 bis September 1906
- Fregattenkapitän/Kapitän zur See Franz von Hipper: vom September 1906 bis März 1908

1. März 1909 bis 31. Juli 1914
- Kapitän zur See Friedrich Schultz: von März 1909 bis September 1909

- Kapitän zur See Ernst Ritter von Mann Edler von Tiechler: von September 1909 bis September 1911, als Präses des Torpedoversuchskommandos
- Fregattenkapitän/Kapitän zur See Andreas Michelsen: von September 1911 bis Juli 1914, als Präses des Torpedoversuchskommandos

29. August 1914 bis zum Untergang am 17. November 1914
- Kapitän zur See Max Schlicht: von August 1914 bis Oktober 1914
- Fregattenkapitän Max Loesch: von Oktober 1914 bis zum Untergang Mitte November 1914

## Trivia
In dem russischen Filmdrama Admiral von 2008 wird der Untergang der Friedrich Carl künstlerisch ausgeschmückt, indem ein Artilleriegefecht mit einem russischen Torpedoboot vorangestellt und der Untergang nach Minentreffer durch eine zweite Explosion, mutmaßlich der Munitionskammern, beschleunigt und dramatisiert wird.